# Mistrzostwa świata juniorów do lat 14 w szachach
Mistrzostwa świata juniorów do lat 14 w szachach – rozgrywki szachowe, mające na celu wyłonienie najlepszych juniorów świata w kategorii wiekowej do 14 lat, organizowane corocznie od 1984 r. Do 1987 r. nie rozgrywano oddzielnych turniejów dla dziewcząt, startowały one w jednym turnieju wspólnie z chłopcami, klasyfikowane były jednak odrębnie.
Zwycięzcom turniejów dziewcząt i chłopców Międzynarodowa Federacja Szachowa przyznaje tytuły mistrzyni i mistrza FIDE (o ile nie byli oni do tej pory zawodnikami utytułowanymi). Jeśli pierwsze miejsce dzielone było przez nie więcej niż trzy osoby, każda z nich otrzymuje ten tytuł.

## Medaliści mistrzostw świata juniorów do lat 14
| Rok  | Miasto          | Juniorzy                                                                | Juniorki                                                                 | Źródło |
| ---- | --------------- | ----------------------------------------------------------------------- | ------------------------------------------------------------------------ | --- |
| 1984 | Lomas de Zamora | 1. Lluís Comas Fabregó 2. Leonardo Graievsky 3. Joël Lautier            | nie rozegrano                                                            | ChessBase Megabase 2009 |
| 1985 | Mendoza         | 1. Ilja Gurewicz 2. Inon Boim 3. Frederic Hadjadj                       | 1. Sandra Villegas 2. Isolina Majjul 3. Nathali Sequera                  | "Szachy" nr 11/1985, str. 260 |
| 1986 | San Juan        | 1. Joël Lautier                                                         | 1. Zsófia Polgár                                                         | |
| 1987 | San Juan        | 1. Miroslav Marković 2. Matthew Sadler 3. Renaud Eliet                  | 1. Cathy Haslinger 2. Jessica Ambats 3. Marcelle Soares                  | brasilbase.pro.br |
| 1988 | Timișoara       | 1. Eran Liss 2. Gata Kamski 3. Andrei Istrățescu                        | 1. Tea Łanczawa 2. Eva Repková 3. Eleonora Balint                        | "Szachy" nr 10/1988, str. 233 |
| 1989 | Aguadilla       | 1. Weselin Topałow 2. Władimir Kramnik 3. Christian Gabriel             | 1. Anna Segał 2. Maria Ratna Sulistya 3. Olimpia Bartosik                | "Szachy" nr 10/1989, str. 246 |
| 1990 | Fond du Lac     | 1. Judit Polgár 2. Wasilij Jemielin 3. Gabriel Schwartzman              | 1. Diana Darczija 2. Inna Haponenko 3. Mónika Grábics                    | "Szachy" nr 9/1990, str. 199 |
| 1991 | Warszawa        | 1. Marcin Kamiński 2. Helgi Áss Grétarsson 3. Bartłomiej Macieja        | 1. Corina-Isabela Peptan 2. Diana Darczija 3. Maja Lomineiszwili         | "Szachista" nr 9/1991, str. 258 |
| 1992 | Duisburg        | 1. Jurij Tichonow 2. Benoit Lepelletier 3. Anastasios Tzoumbas          | 1. Elina Danielian 2. Corina-Isabela Peptan 3. Harriet Hunt              | "Szachista" nr 9/1992, str. 268 |
| 1993 | Bratysława      | 1. Władimir Małachow 2. Péter Lékó 3. Rafael Leitão                     | 1. Ruth Sheldon 2. Sopio Tkeszelaszwili 3. Hoàng Thanh Trang             | "Szachista" nr 10/1993, str. 296 |
| 1994 | Segedyn         | 1. Alik Gerszon 2. Paweł Blehm 3. Levente Vajda                         | 1. Rusudan Goletiani 2. Dorota Iwaniuk 3. Zeng Pei                       | "Szachista" nr 10/1994, str. 294 |
| 1995 | São Lourenço    | 1. Waleriane Gaprindaszwili 2. Laurent Fressinet 3. Witalij Szynkiewicz | 1. Xu Xunyuan 2. Dana Reizniece 3. Judit Kiss                            | "Szachista" nr 2/1996, str. 40 |
| 1996 | Cala Galdana    | 1. Gabriel Sarksjan 2. Lewon Aronian 3. Francisco Vallejo Pons          | 1. Wang Yu 2. Jekaterina Połownikowa 3. Regina Pokorná                   | "Szachista" nr 12/1996, str. 369 |
| 1997 | Cannes          | 1. Siergiej Grigorjanc 2. Kamil Mitoń 3. Marko Zivanić                  | 1. Ana Matnadze 2. Nadieżda Kosincewa 3. Jelena Dembo                    | "Szachista" nr 2/1998, str. 41 |
| 1998 | Oropesa del Mar | 1. Bu Xiangzhi 2. David Navara 3. Zachar Jefimenko                      | 1. Nadieżda Kosincewa 2. Lela Dżawachiszwili 3. Tícia Gara               | "Szachista" nr 12/1998, str. 371 |
| 1999 | Oropesa del Mar | 1. Zachar Jefimenko 2. Artiom Timofiejew 3. Andrij Wołokitin            | 1. Zhao Xue 2. Elmira Hasanowa 3. Lê Thanh Tú                            | szachowavistula.pl |
| 2000 | Oropesa del Mar | 1. Ołeksandr Areszczenko 2. Wang Yue 3. Zhou Weiqi                      | 1. Humpy Koneru 2. Nana Dzagnidze 3. Natalia Chrygorienko                | |
| 2001 | Oropesa del Mar | 1. Viktor Erdős 2. Hikaru Nakamura 3. László Gonda                      | 1. Salome Melia 2. Marija Fominych 3. Batchujagijn Möngöntuul            | |
| 2002 | Heraklion       | 1. Luka Lenič 2. Gogineni Rohit 3. Dawit Dżodżua                        | 1. Laura Rogule 2. Polina Małyszewa 3. Atousa Pourkashiyan               | |
| 2003 | Kalitea         | 1. Siarhiej Żyhałka 2. Maxime Vachier-Lagrave 3. Jan Niepomniaszczij    | 1. Walentina Gunina 2. Turkan Mamediarowa 3. Nadjeżdża Charmunowa        | |
| 2004 | Heraklion       | 1. Ildar Chajrullin 2. Jurij Kuzubow 3. Dmitrij Andriejkin              | 1. Dronavalli Harika 2. Anna Muzyczuk 3. Jelena Tairowa                  | WORLD YOUTH CHESS CHAMPIONSHIPS 2004 Heraklio, Crete - GREECE, November 3-14 Categories for Boys & Girls under 10, 12, 14, 16 & 18 GENERAL REGULATIONS |
| 2005 | Belfort         | 1. Lê Quang Liêm 2. Marijan Bojczew 3. Maksim Matłakow                  | 1. Jelena Tairowa 2. Anastasija Bodnaruk 3. Marija Muzyczuk              | |
| 2006 | Batumi          | 1. Wasif Durarbejli 2. Lewan Bregadze 3. Liu Qingnan                    | 1. Klaudia Kulon 2. Marija Muzyczuk 3. Nazi Paikidze                     | |
| 2007 | Kemer           | 1. Sanan Siugirow 2. Marcel Kanarek 3. Wang Chen                        | 1. Nazi Paikidze 2. Meri Arabidze 3. Shalmali Gagare                     | World Youth Championship – and the winners are... |
| 2008 | Vũng Tàu        | 1. Vidit Santosh Gujrathi 2. Nodar Lortkipanidze 3. Dariusz Świercz     | 1. Padmini Rout 2. Meri Arabidze 3. Diana Baciu                          | |
| 2009 | Antalya         | 1. Jorge Cori Tello 2. Kamil Dragun 3. Krishna Sai                      | 1. Marsel Efroimski 2. Aleksandra Lach 3. J.Saranya                      | |
| 2010 | Porto Karas     | 1. Kanan Azar Izzat 2. Khosla Shiven 3. Kiriłł Aleksiejenko             | 1. Dinara Säduakasowa 2. Raana Hakimifard 3. P. Nandhidhaa               | |
| 2011 | Caldas Novas    | 1. Kiriłł Aleksiejenko 2. Diego Cuéllar 3. Tibor Kende Antal            | 1. Aleksandra Goriaczkina 2. Anna Stjażkina 3. Sarasadat Khademalsharieh | |
| 2012 | Maribor         | 1. Kayden Troff 2. Chithambaram Aravindh 3. Richard Wang                | 1. M. Mahalakshmi 2. Nino Chomeriki 3. G. Monnisha                       | |
| 2013 | Al-Ajn          | 1. Li Di 2. Milan Zajić 3. Saparmyrat Atabajew                          | 1. Stawrula Tsolakidu 2. Bachora Abdusattorowa 3. Anna Wasenina          | |
| 2014 | Durban          | 1. Liu Yan 2. Mohammad Amin Tabatabaei 3. Mihnea Costachi               | 1. Zhou Qiyu 2. Oliwia Kiołbasa 3. Rameshbabu Vaishali                   | |
| 2015 | Porto Karas     | 1. Shamsiddin Vokhidov 2. Andriej Jesipienko 3. Aryan Gholami           | 1. Rameshbabu Vaishali 2. Alicja Śliwicka 3. Vantika Agrawal             | |